# Willow (Metro de Los Ángeles)
Willow es una estación en la línea A del Metro de Los Ángeles y es administrada por la Autoridad de Transporte Metropolitano del Condado de Los Ángeles. Se encuentra localizada en Long Beach (California), entre American Avenue y Long Beach Boulevard. Esta estación, junto con Wardlow, son las más cercanas al Aeropuerto Municipal de Long Beach.

## Conexiones de autobuses
- Metro Local: 60 (madrugada nada más)
- Long Beach Transit: 1, 51, 52, 101, 102, 103